# 奧謝奇卡峰
奧謝奇卡峰（英語：Osechka Peak）是南極洲的山峰，位於毛德皇后地的阿斯特里德公主海岸，處於沃爾波斯滕峰以南11公里，海拔高度1,740米，根據挪威探險隊的測量和拍攝的空中照片繪入地圖，現時由南極條約體系管理。